# Ascensor Artillería

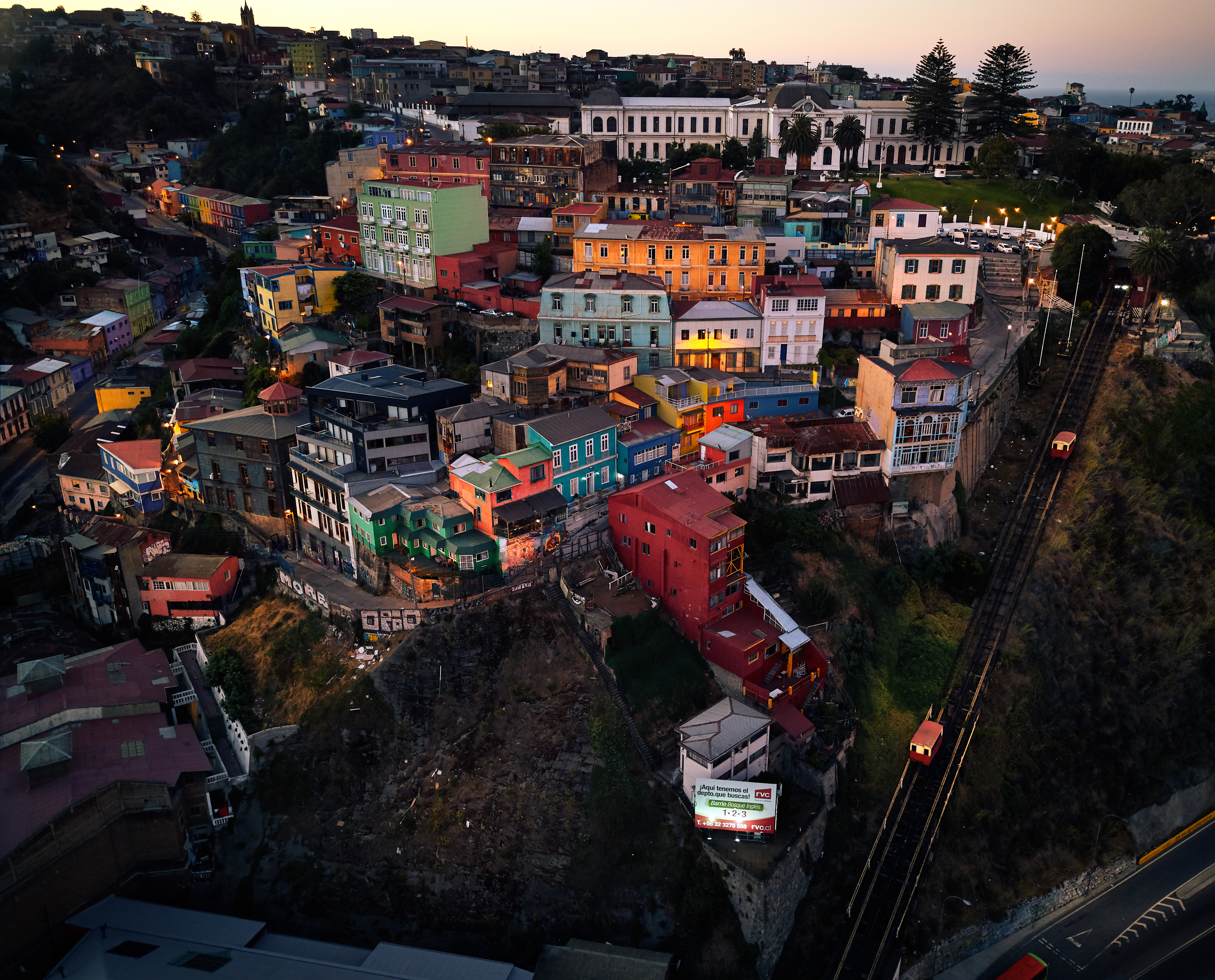
El cerro Artillería, con el ascensor a la derecha.

El ascensor Artillería es uno de los 30 ascensores que forman parte de la historia de la ciudad de Valparaíso, Chile. Fue inaugurado el 29 de diciembre de 1892, entrando en funcionamiento casi un mes después. Está ubicado en el cerro del mismo nombre. Fue el ascensor con mayor demanda de pasajeros en la ciudad, desde mayo de 2021, se encuentra fuera de servicio.

## Historia

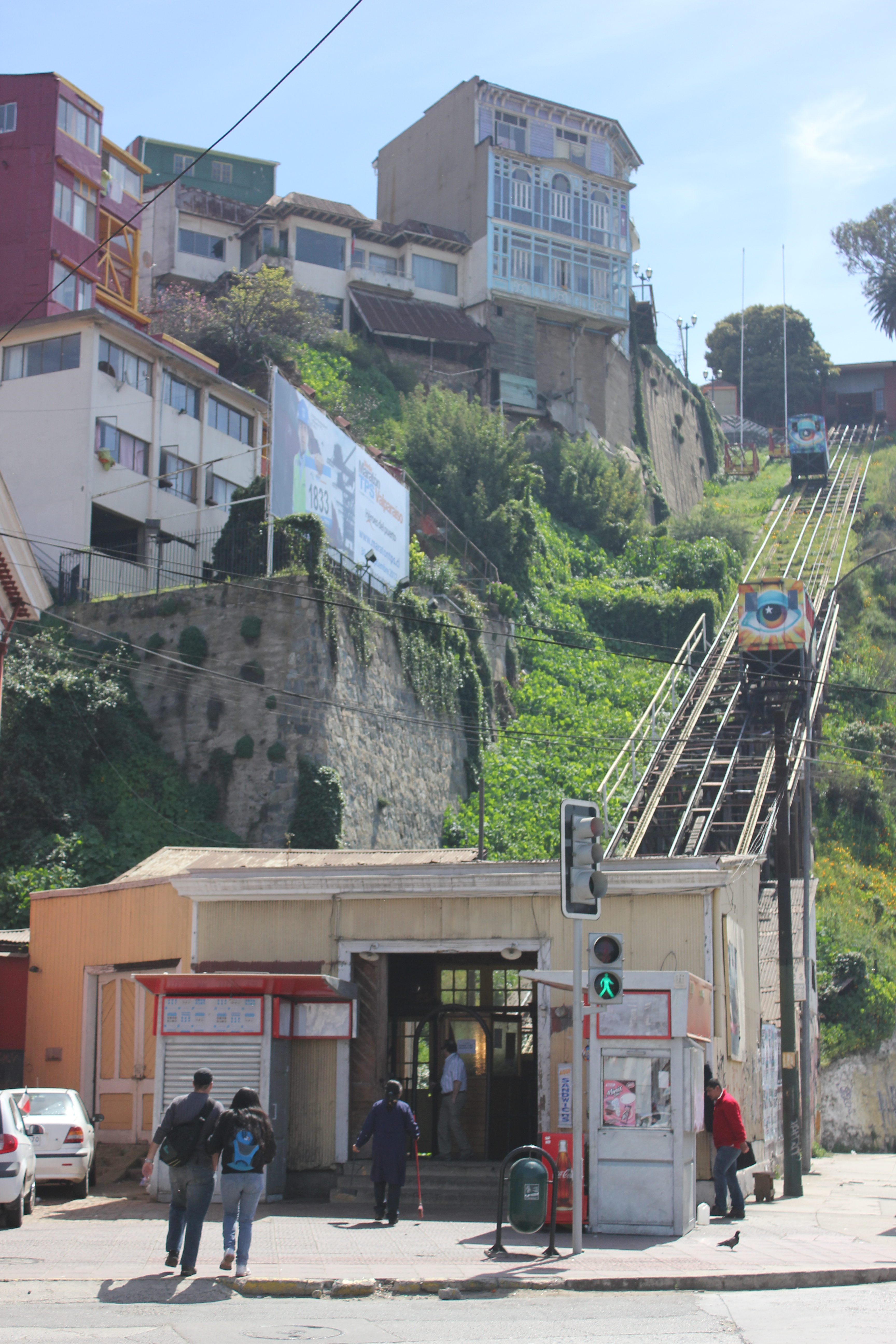
Ascensor Artillería en 2012

El ascensor Artillería fue el tercero que se construyó en Valparaíso. El vehículo en un principio era muy rudimentario, y mostraba un notorio desnivel en su trayecto al llegar a la estación superior, lo cual no era un gran problema para la población de la época.
Fue inaugurado el 29 de diciembre de 1892, pero en realidad fue puesto en marcha el 22 de enero de 1893, debido a que estuvo detenido por falta de agua para poder hacer funcionar la maquinaria.
A raíz del éxito que tuvo el ascensor su diseñador, Ernesto Onfray, presentó un proyecto para construir otro de estos aparatos para complementarlo y absorber la gran demanda de pasajeros. Inicialmente estaba proyectado para tener su estación baja en la calle Carampangue, a unos 80 metros de la Plaza Wheelwright, y la estación alta en la Avenida Playa Ancha. El proyecto fue presentado en 1902, pero fue desestimado optándose por la construcción de otra línea al lado del que ya existía. Es así como el 14 de febrero de 1908, se inaugura la segunda línea que es la que actualmente se utiliza.
Como la demanda de usuarios aumentaba dada la estratégica ubicación del ascensor, la Compañía de Ascensores Mecánicos presentó un proyecto de ampliación, el cual consistía en hacer cambios en el vehículo antiguo, regularizar el desnivel del trayecto y cambiar los carros existentes por unos de mayor capacidad, y que fueran más similares al ascensor nuevo. El proyecto tuvo problemas durante años, lo que además motivó a que el denominado "ascensor chico" estuviera detenido por mucho tiempo. Finalmente el proyecto pudo cumplirse, siendo inaugurado el 31 de octubre de 1914. Con esto definitivamente, se convertía en el único sistema de ascensores de la ciudad en poseer dos pares de rieles y dos salas de máquinas independientes.
El antiguo ascensor dejó de prestar servicios en 1968 ya que la demanda de público disminuyó, a raíz del traslado de la Escuela Naval Arturo Prat a su nueva sede en Playa Ancha. Con el paso del tiempo, el vehículo antiguo se fue deteriorando y los vándalos fueron diezmando su estructura sustrayendo partes y piezas.
Actualmente el ascensor constituye un hito urbano de gran preeminencia en la ciudad, siendo claramente observable dada la abierta explanada que otorga la Plaza Wheelwright a los pies del cerro Artillería. Es en este punto donde cambia la fisonomía urbana de Valparaíso, pues desde aquella plaza hacia el sector de Playa Ancha, el ritmo espacial cerro-plan cambia rotundamente, dando paso sólo a la Avenida Altamirano en el borde costero.

## Descripción

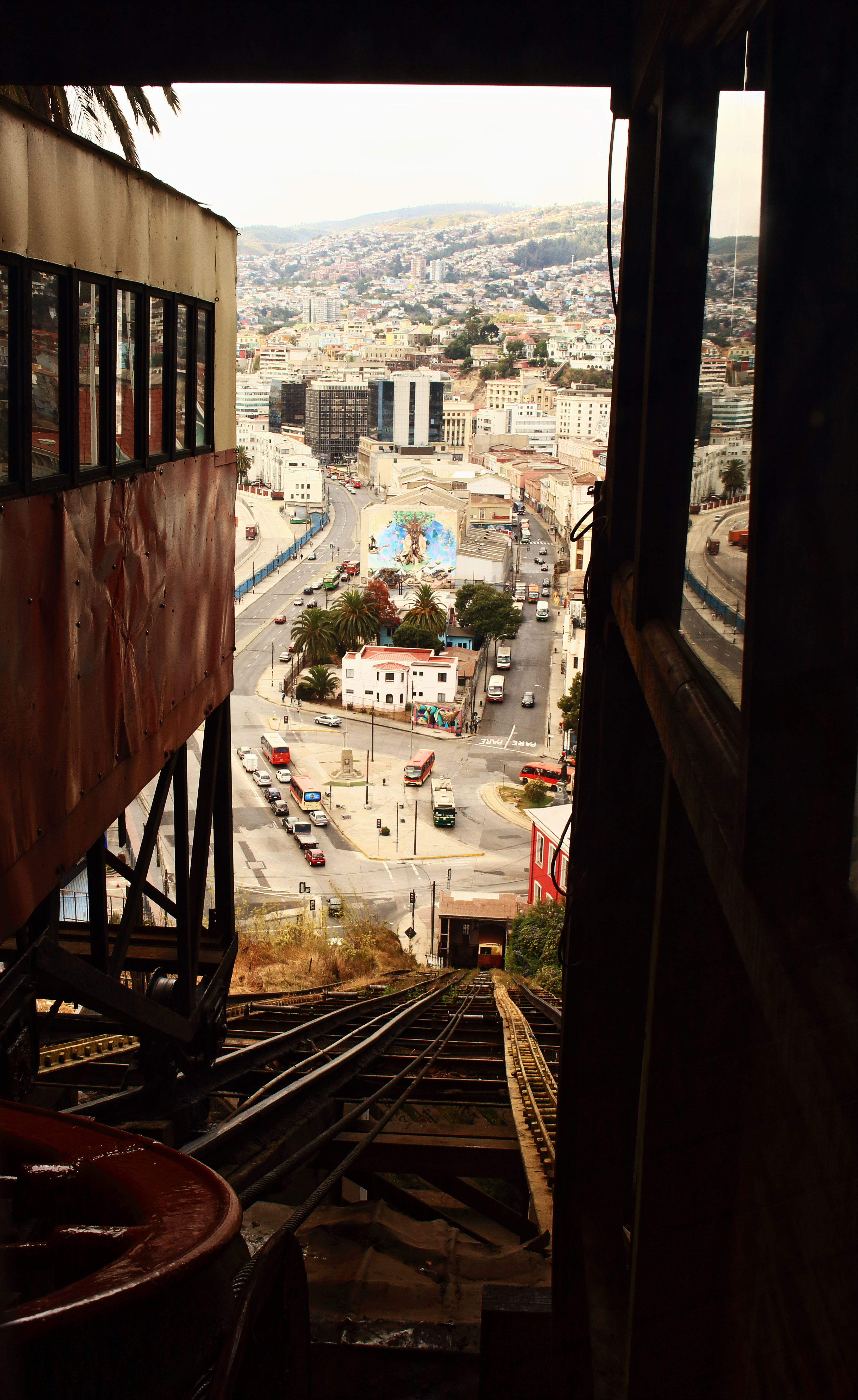
Vista parcial del ascensor Artillería y de la ciudad. Feb. 2018

Es el ascensor más panorámico de la ciudad. Su estación baja se ubica frente a la Plaza Wheelwright, a un costado del Edificio de la Aduana. Su estación superior se ubica en el Paseo 21 de Mayo, frente a la ex Escuela Naval, actualmente Museo Naval y Marítimo.
El largo total de la trama vertical es de 175 metros y llega a una cota de 50 metros de altura, con una pendiente de 27, 5 grados y un desnivel de 80 metros. En un momento llegó a transportar hasta 50 pasajeros, siendo el de mayor capacidad en la ciudad. Actualmente la capacidad son 12 personas y el recorrido total demora alrededor de 120 segundos.
El terreno ocupado por la pendiente es de 2341 m², mientras que en el terreno plano es de 120 m². La estación superior ocupa 845 m² y la inferior 120 m².
Sus rieles están apoyados en el mismo cerro, sin interrumpir su trama diagonal que es directa desde la estación inferior a la superior.
La estación inferior posee fácil acceso desde otro sector de la ciudad, además posee un kiosco en la entrada y una parada de buses a un costado. En cuanto a su arquitectura, la estación se presenta como una construcción típica de la ciudad, de calamina como recubrimiento exterior y otros elementos, como cornisas y ventanas de palillaje de madera.
Fue declarado como Monumento Histórico Nacional el 1 de septiembre de 1998.